# QFP

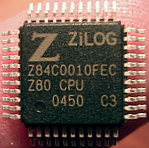
44핀 QFP (LQFP) 자일로그 Z80

QFP(Quad Flat Package)는 부품의 핀이 4면으로 돌출된 집적회로 패키지이다. QFP는 표면 실장 (SMD)에 사용되며, 소켓이나 구멍 실장에는 사용할 수 없다. QFP는 핀간격이 0.4밀리미터에서 1.0밀리미터이며, 핀수가 32핀에서 304핀까지 다양한 종류가 있다. 특별한 경우는 LQFP (Low profile QFP)과 TQFP (Thin QFP)도 포함된다.
패키지 형태는 90년대 초부터 유럽과 미국에서 표준화되었다. 그러나 QFP 부품은 1970년대부터 일본 소비 가전에서 사용되기 시작했다. QFP 패키지는 동일한 인쇄 회로 기판에 구멍 실장 패키지와 혼합하여 가장 많이 사용되었고, 가끔 소켓 패키지와 혼합하여 사용하기도 한다.
QFP와 관련된 비슷한 패키지는 PLCC이다. 그러나 PLCC 패키지는 핀간격이 1.27밀리미터 (1/20인치)로 넓으며, 핀은 소켓에 끼우거나 납땜이 용이하도록 두꺼운 패키지 아래면으로 구부러져 있다. PLCC는 노어 플래시 메모리나 프로그램이 가능한 부품에 가장 일반적으로 사용되는 패키지이다.

## 종류

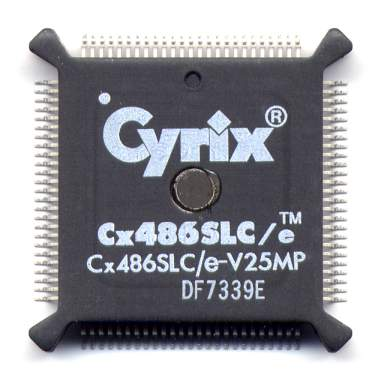
BQFP 패키지 사이릭스 Cx486SLC

기본 형태는 평평한 직사각형 (가끔 정사각형) 몸체와 4면으로 돌출된 핀이 있지만 다양한 패키지가 있다. 일반적으로 이 패키지의 다른점은 핀수, 핀간격, 크기와 (보통 온도특성을 결정하는) 구성 물질로 구별된다. 분명하게 다른 패키지는 납땜하기 이전에, 기계적인 충격으로부터 핀을 보호할 수 있도록 4코너가 확장된 BQFP (Bumpered Quad Flat Package)이다. QFP의 종류는 다음과 같다.
- BQFP
- BQFPH
- CQFP
- FQFP
- HQFP
- LQFP
- MQFP
- PQFP
- SQFP
- TQFP
- VQFP
- VTQFP

## 같이 보기
- 칩 캐리어
- 핀 그리드 배열
- 이중 직렬 패키지